# 菲律宾责任区
菲律宾责任区（英語：Philippines Area of Responsibility，简称PAR）是指世界气象组织划定、菲律賓大氣地球物理及天文服務管理局（简称PAGASA）在西北太平洋上的观测区域。在该区域形成、或由他处进入该区域的热带低压都会被PAGASA命名。

## 范围
菲律宾责任区由以下六个坐标围成：
- 25°N 120°E / 25°N 120°E
- 25°N 135°E / 25°N 135°E
- 5°N 135°E / 5°N 135°E
- 5°N 115°E / 5°N 115°E
- 15°N 115°E / 15°N 115°E
- 21°N 120°E / 21°N 120°E

菲律宾责任区的范围

这包括了菲律宾的绝大部分陆地领土（塔威塔威省部分地区除外）及该国在南海南沙群岛宣称主权的部分岛礁、台湾岛的大部分地区、整个帕劳，以及琉球群岛和马来西亚沙巴的部分地区。

## 作用
在菲律宾责任区内生成或行经该区的热带低压都会由PAGASA命名，如果热带低压加强为热带风暴，就会由日本气象厅起用国际命名，国际命名表由西太平洋多个国家或地区以及联合台风警报中心所在的美国提供。菲律宾独立为热带气旋定名的原因，是人们认为菲律宾人会对自己熟悉的名称产生共鸣，有助于强调热带气旋给该国带来的威胁。PAGASA在热带气旋尚为热带低压时就为其命名，而不是像国际名称在气旋加强为热带风暴后再定名，这是因为热带低压也会引发洪涝，造成财产损失。
当处于菲律宾责任区内且已经命名的热带扰动预期或已经为该国带来降水，PAGASA必须每3～6小时发布一次熱帶氣旋公告。若陆地未受到热带扰动影响，PAGASA每12小时应发布一次公告。

## 其他责任区

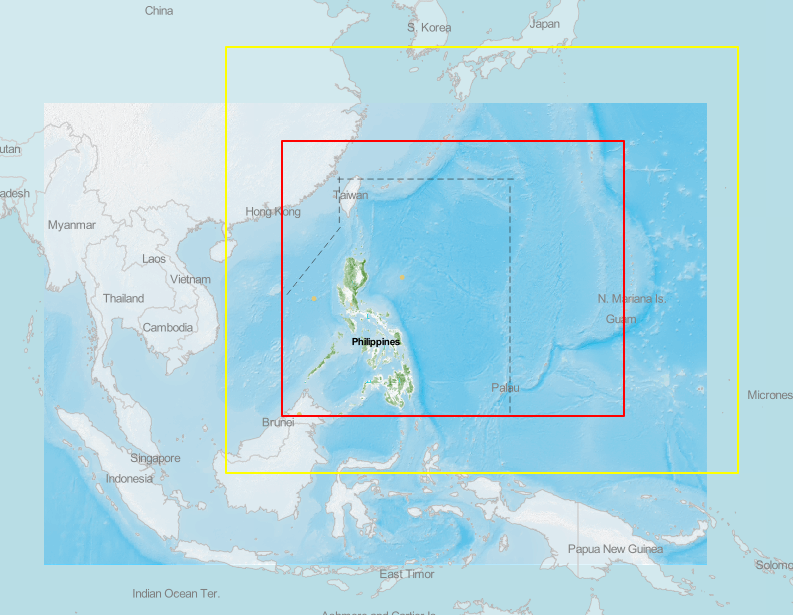
图中灰色虚线框为菲律宾责任区，红色线框为热带气旋警报区，黄色线框为热带气旋信息区。

除了菲律宾责任区之外，PAGASA还对热带气旋设立了其他的观测范围，分别名为热带气旋警报区（简称TCAD）和热带气旋信息区（简称TCID）。因为绝大多数热带气旋都产自菲律宾以东的洋面，出于观测的需要，三个责任区的东部边界比西部边界距离该国陆地更远。
TCAD的范围介于菲律宾责任区和TCID之间。位于该区域内的气旋难以直接影响到菲律宾，但PAGASA会对该区域的气旋发出警报。TCAD的范围呈长方形并包围菲律宾责任区，但是并不包括后者。范围是：4°N 114°E / 4°N 114°E、28°N 114°E / 28°N 114°E、28°N 145°E / 28°N 145°E和4°N 145°E / 4°N 145°E。
TCID是菲律宾设立的最大责任区，范围同样呈长方形，一边贴紧赤道（赤道以南的热带气旋不受亚洲各国观测，也不计入太平洋台风季）。其四至点为：0°N 110°E / 0°N 110°E、35°N 110°E / 35°N 110°E、35°N 155°E / 35°N 155°E和0°N 155°E / 0°N 155°E。TCID的范围包围了菲律宾责任区和TCAD，但同样不包括这两个区域。